# Bohumil Cholenský
Bohumil Cholenský (* 17. ledna 1949) je bývalý československý fotbalový brankář.

## Fotbalová kariéra
V československé lize hrál za Spartak Hradec Králové a LIAZ Jablonec. Nastoupil ve 25 ligových utkáních.

## Ligová bilance
| Ročník                                   | Zápasy | Góly | Klub                   |
| ---------------------------------------- | ------ | ---- | ---------------------- |
| 1. československá fotbalová liga 1972/73 | 14     | 0    | Spartak Hradec Králové |
| 2. československá fotbalová liga 1973/74 | -      | -    | Spartak Hradec Králové |
| 2. československá fotbalová liga 1974/75 | -      | -    | Spartak Hradec Králové |
| 1. československá fotbalová liga 1975/76 | 11     | 0    | LIAZ Jablonec          |
| Česká národní fotbalová liga 1981/82     | 5      | 0    | LIAZ Jablonec          |
| CELKEM 1. liga                           | 25     | 0    |                        |